# Geotermalni gradijent
Geotermalni gradijent opisuje porast temperature s dubinom Zemlje. Temperatura Zemljine unutrašnjosti raste s dubinom i to u prosjeku 22,1 °C po kilometru dubine, na mjestima udaljenijim od granica tektonskih ploča. Na dubini od 80 do 100 km temperatura stijena iznosi između 600 i 1200 °C. Toplina neprestano struji od izvora u Zemljinoj unutrašnjosti prema površini. Temperatura Zemljine površine najviše ovisi o zračenju Sunca. Utjecaj tog zračenja opaža se u gornjim dijelovima kore do dubine 30 metara. Na toj dubini temperatura je stalna.
Upravo je geotermalni gradijent jedan od prvih pokazatelja koji upućuje na potencijalno ležište. Karte geotermalnih gradijenata ukazuju na područja lokalnih anomalija. Srednja vrijednost geotermalnog gradijenta primjerice za Europu iznosi 0,03 °C/m, dok u Hrvatskoj postoje dva različita područja:
- Dinaridi i Jadran: 0,015° - 0,025 °C/m. Na ovom području se ne mogu očekivati otkrića značajnijih geotermalnih ležišta. Moguća su otkrića voda temperatura na površini prikladnim za rekreativne i balneološke namjene. Vode takvih karakteristika su otkrivene u Istarskim Toplicama, Splitu, Omišu, Sinju i Dubrovniku.
- Panonski dio: > 0,04 °C/m. Budući da je geotermalni gradijent na panonskom području znatno veći od europskog prosjeka na ovom području se može očekivati, osim već otkrivenih geotermalnih ležišta, pronalaženje novih geotermalnih ležišta.

Geotermalne potencijale u Hrvatskoj možemo podijeliti u tri skupine – srednje temperaturne rezervoare 100 – 200 °C, niskotempraturne rezervoare 65 do 100 °C i geotermalne izvore temperature vode ispod 65 °C.